# Masurovci
Masurovci (em cirílico: Масуровци) é uma vila da Sérvia localizada no município de Babušnica, pertencente ao distrito de Pirot, na região de Lužnica. A sua população era de 10 habitantes segundo o censo de 2011.

## Demografia
| 1948 | 1953 | 1961 | 1971 | 1981 | 1991 | 2002 | 2011 |
| ---- | ---- | ---- | ---- | ---- | ---- | ---- | ---- |
| 218  | 218  | 184  | 131  | 80   | 52   | 28   | 10   |